# Цао Цао
Цао Цао (кит.: 曹操, піньїнь: Cáo Cāo; друге ім'я — Мен-де; відомий також як Вей У-ді; 155 — 15 березня 220) — китайський поет, полководець і державний діяч, провінційний володар і передостанній канцлер Східної династії Хань. Одна із центральних фігур епохи Тридержавності в Китаї. Батько Цао Пі та Цао Чжи.
Заклав основи династії Вей і був посмертно проголошений її імператором-засновником У-ді (魏武帝).

## Політичний діяч
Він був один з трьох «військових гегемонів», що змагалися між собою, поділивши Китай на частини. У період трьох держав проголосив себе ваном («царем»), завівши власну гвардію («Загін тигрів» — 25 тис. вершників), за вияв непокори наказав забити киями до смерті вагітну імператрицю, а її батька і двох царевичів — стратити на ринковому майдані столиці (Лояну); після чого заляканому Сять-ді дали
нову імператрицю — дочку диктатора. Придушив селянське повстання «Жовтих пов'язок». Цао Цао часто зображають грізним і безжалісним тираном. Водночас, він був талановитим полководцем і ставився до своїх підлеглих офіцерів як до своєї рідні. Полководець був вправним у бойових мистецтвах. Він є автором численних бойових щоденників.
Відчутними були зовнішньополітичні успіхи Цао Цао. Він об'єднав весь Північний Китай, успішно відбив напади «північних варварів» (кочовиків Великого Степу), погромив також західних, цяпіє (предків тангутів). Під час південного походу на У, шлях на який перетинала ріка Янцзи, Цао побудував величезний флот, та зібрав 830-тисячне військо. Сунь Цюань, правитель У, зумів виділити для відсічі лише 60 тис. бійців, але це була битва «слона» з «китом». Південні китайці вважалися непоганими мореплавцями, а північні — лише сухопутними вояками, тому коли флот Цао Цао у 208 році наблизився по Янцзи до «Червоної Скелі» (Чібі, провінція Хубей), воїни У спалили його кораблі брандерами. Залишки «північного війська» в паніці розбіглися.
Звичайно, Цао Цао не змирився з поразкою, але на схилі літ великого завойовника почали турбувати приступи жахливого головного болю. Коли викликали видатного лікаря Хуа То, він зробив висновок, що в голові Цао Цао є болісний нарив і запропонував його оперувати. Але Цао Цао, боячись панічно змови, запідозрив Хау То і наказав його стратити. Невдовзі (у 220) й сам 66-річний Цао Цао помер, відчуваючи ще страшніший біль. Побоюючись народної помсти за смерть славетного лікаря (розриття могили й наруги над трупом), для диктатора збудували 72 могильних кургани, щоб ніхто не дізнався, де він насправді похований.
У тому ж 220 році син покійного диктатора Цао Пей завершив ліквідацію ханьської династії — скинув Сянь-ді з престолу й оголосив себе імператором новоствореної імперії Вей (весь північний Китай) із столицею в Лояні.

## Поет
Велика частина його власних віршів — наслідування народних юефу, теми яких він варіював вельми вільно. У них описані тяготи походів, горе смутного часу, тлінність людського існування і одночасно прославляється нова династія. У Цао Цао багато чотирискладових віршів: старій формі він дав нове життя. Поезія Цао Цао мужня, її стиль точний і суворий. Йому належало 30 сувоїв літературних творів, яких збереглось 20 і 24 сувої з воєнного мистецтва. Збереглося 22 пісні юефу, дві оди, епістолярна та ділова проза, коментар до воєнного трактату.

## Оцінка діяльності
Китайська художня література змальовує його хитрим, підступним і жорстоким (героічна епопея «Роман трьох держав», народні оповіді, традиційна драма). Дискусія в китайській періодиці 1959 мала на меті переглянути цю традиційну оцінку особистості Цао Цао. Як наслідок, Цао Цао є одним з найпопулярніших історичних персонажів у КНР.

## Археологія
У 2009 році біля Аньяну (пров. Хенань) було відкрито велике поховання, яке поперше було ідентифіковане як поховання Цао Цао. Відкриття стало причиною суперечки у наукових колах, але тимчасовий висновок стверджує, що поховання належить одному з нащадків Цао. Гробниця була визнана пам'яткою національного значення. Див. Cao Cao Mausoleum.